# Miniaturschluppe

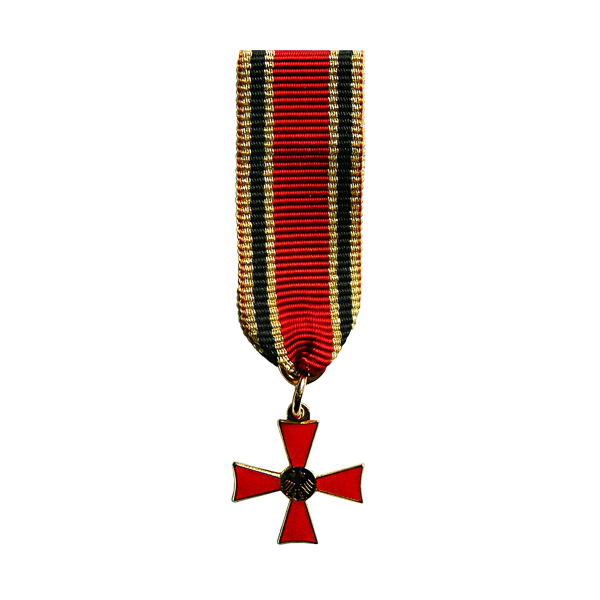
Miniaturschluppe zum Verdienstorden der Bundesrepublik Deutschland

Die Miniaturschluppe ist eine Ordensdekoration. Sie ist die kleinere Variante zur Originalauszeichnung, die Miniaturschluppe wird am Frack oder in Großbritannien und im Commonwealth auch am Smoking getragen. Dabei muss in der Regel die Miniaturschluppe, als zugelassene Miniatur der Originalauszeichnung, vom Inhaber der Auszeichnung selber erworben werden.

## Trageweise

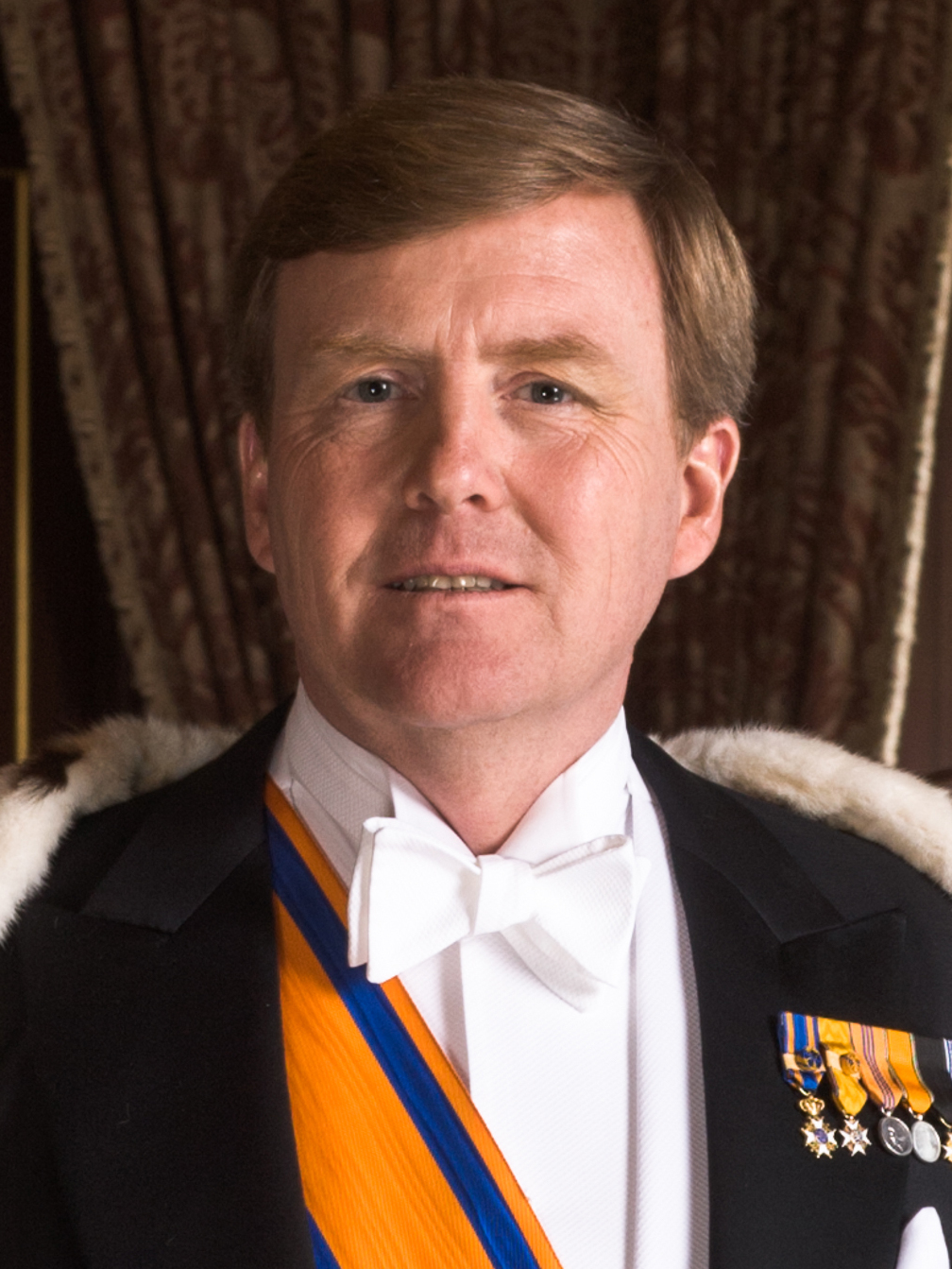
König Willem-Alexander der Niederlande mit Miniaturschluppen

Diese Miniatur zur Auszeichnung wird am linken Revers getragen. Dabei wird sie mit einer langen Nadel befestigt. Es können mehrere Miniaturschluppen nebeneinander getragen werden, hier ist die Möglichkeit gegeben, ein Schienensystem zu nutzen.

## Form und Beschaffenheit der Miniatur

### Bandfarbe
Sie besteht aus Ripsband und die Farbgebung entspricht der Originalauszeichnung am Band. Dabei werden bei den Steckkreuzen (und höher) die Farben und Miniaturen der Bandschnallen genutzt.

### Maße
Die Miniaturschluppe ist ca. 60 mm × 15 mm und die Miniatur der Auszeichnung ca. 16 mm groß.

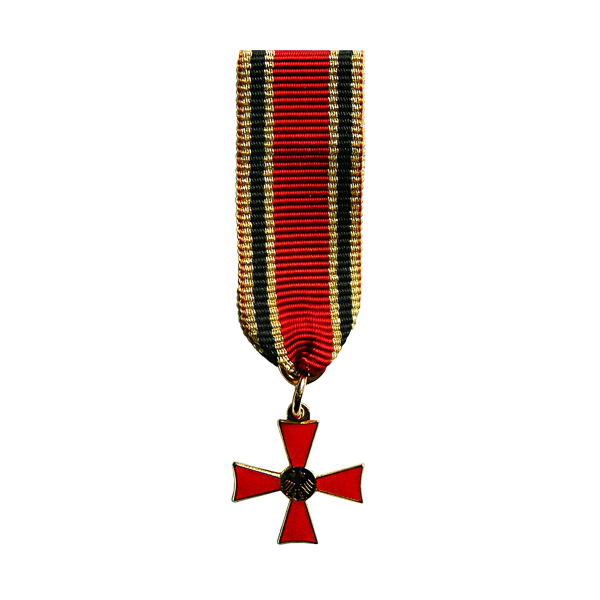
Miniaturschluppe Vorderseite des Verdienstkreuzes am Bande
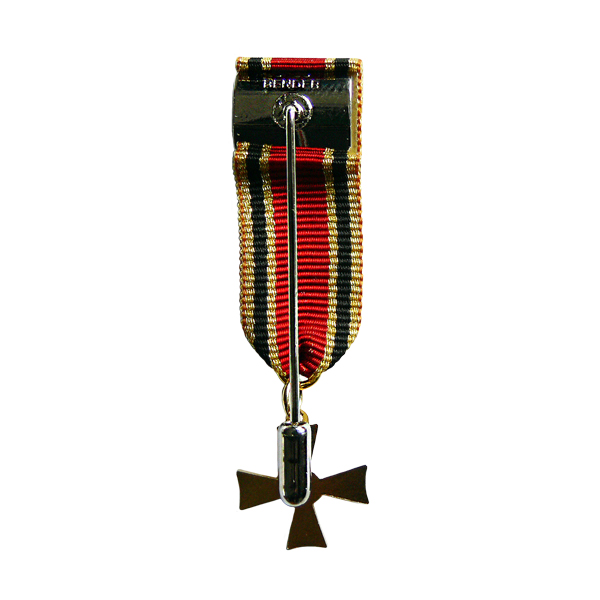
Rückseite mit langer Nadel
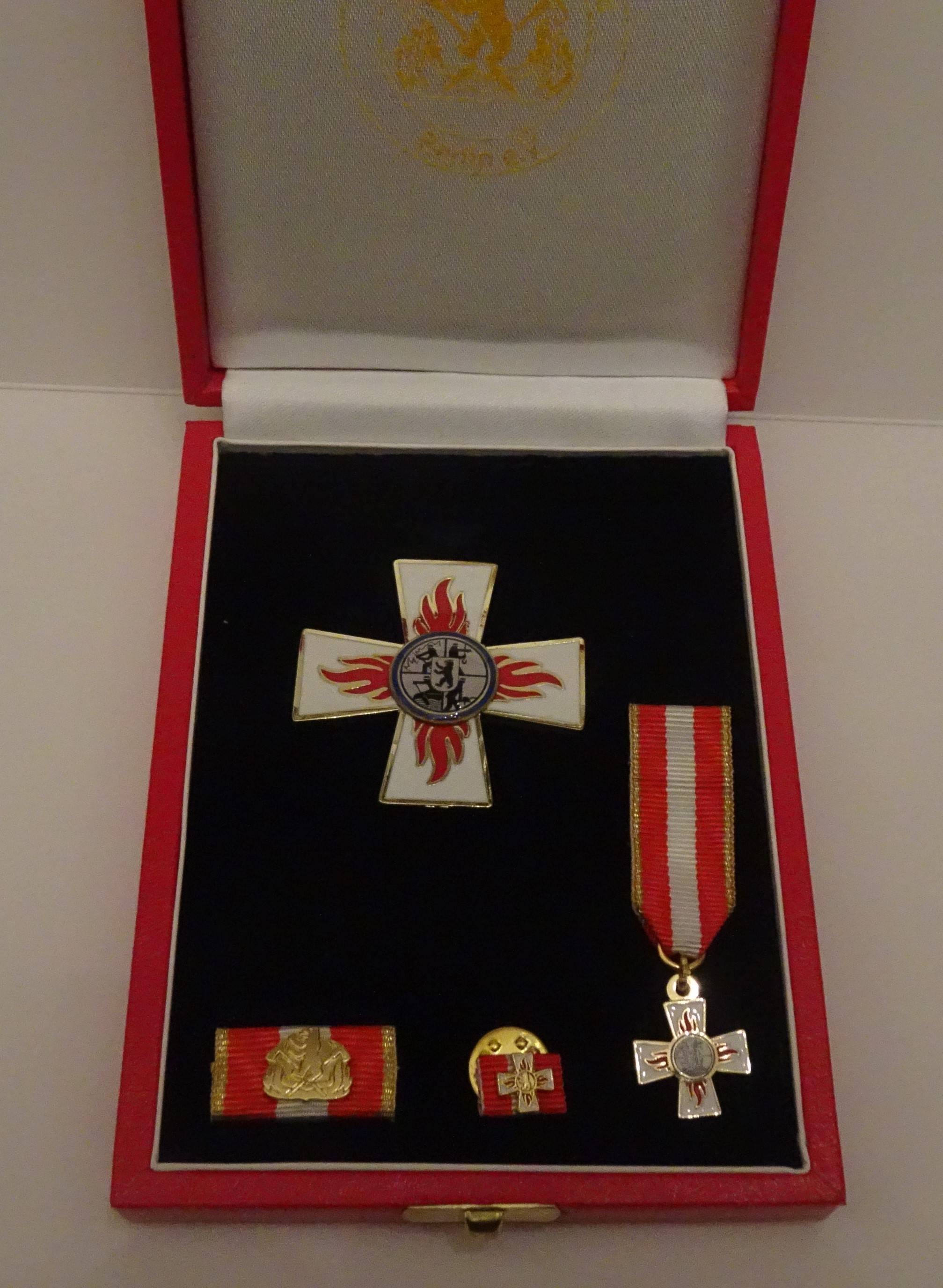
Ehrenzeichen des LFV Berlin als Steckkreuz mit Bandschnalle, Bandsteg und Miniaturschluppe im Verleihungsetui